# Перелік громад, що змінили церковну юрисдикцію з УПЦ (МП) на ПЦУ (2022)
Це список релігійних громад, що перейшли з УПЦ (МП) до ПЦУ після початку російського вторгнення в Україну 24 лютого 2022 року. Жирним виділені громади, перереєстровані офіційно.
| №      | Населений пункт           | Область           | Назва громади                                                                 | Дата переходу | Примітки |
| ------ | ------------------------- | ----------------- | ----------------------------------------------------------------------------- | ------------- | --- |
| 564    | с. Хотовиця               | Тернопільська     | Церква Святих безсрібників Косми та Даміана                                   | 28.02.22      | |
| 565    | с. Борщівка               | Рівненська        | Церква Святого Михайла                                                        | 05.03.22      | |
| 566    | смт Верховина             | Івано-Франківська | Церква зачаття праведною Анною Пресвятої Богородиці                           | 06.03.22      | |
| 567    | с. Двірець                | Хмельницька       | Церква Воздвиження Чесного Хреста                                             | 15.03.22      | Без настоятеля |
| 568    | м. Старокостянтинів       | Хмельницька       | Церква Святого Андрія                                                         | 15.03.22      | |
| 569    | с. Деньги                 | Черкаська         | Церква Святого Михайла                                                        | 16.03.22      | |
| 570    | с. Надточаївка            | Черкаська         | Церква Святого Іоана Златоустого                                              | 16.03.22      | Без настоятеля |
| 571    | м. Шептицький             | Львівська         | Церква Покрови Пресвятої Богородиці                                           | 17.03.22      | |
| 572    | м. Львів                  | Львівська         | Воскресенський Новоафонський монастир                                         | 20.03.22      | |
| 573    | с. Брикуля                | Хмельницька       | Церква Трійці животворящої                                                    | 20.03.22      | |
| 574    | с. Вишневе                | Хмельницька       | Церква Святого Архангела Михаїла                                              | 20.03.22      | |
| 575    | с. Костянтинівка          | Черкаська         | Церква Воскресіння Христового                                                 | 20.03.22      | |
| 576    | с. Вербородинці           | Хмельницька       | Церква Покрови Пресвятої Богородиці                                           | 22.03.22      | Без настоятеля |
| 577    | с. Ріжок                  | Вінницька         | Церква Олександра Невського                                                   | 22.03.22      | |
| 578    | с. Олексіївка             | Хмельницька       | Церква Успіння Пресвятої Богородиці                                           | 22.03.22      | |
| 579    | с. Пилява                 | Хмельницька       | Церква Святого Георгія                                                        | 22.03.22      | |
| 580    | с. Миколаївка             | Хмельницька       | Церква Святого Миколая                                                        | 22.03.22      | |
| 581    | с. Добрин                 | Хмельницька       | Церква Святої Параскеви П'ятниці                                              | 22.03.22      | Без настоятеля |
| 582    | смт Солотвино             | Закарпатська      | Церква Святого Михайла                                                        | 22.03.22      | |
| 583    | смт Солотвино             | Закарпатська      | Церква Покрови Пресвятої Богородиці                                           | 22.03.22      | |
| 584    | с. Нижня Апша             | Закарпатська      | Церква Святих Петра та Павла                                                  | 22.03.22      | |
| 585    | с. Глибокий Потік         | Закарпатська      | Церква Воздвиження Чесного Хреста                                             | 22.03.22      | |
| 586    | с. Середнє Водяне         | Закарпатська      | Церква Різдва Богородиці                                                      | 22.03.22      | |
| 587    | с. Топчино                | Закарпатська      | Церква Вознесіння Господнього                                                 | 22.03.22      | |
| 588    | с. Межигір‘я              | Львівська         | Онуфріївський чоловічий монастир                                              | 23.03.22      | |
| 589    | с. Шекеринці              | Хмельницька       | Церква Святого Михайла                                                        | 23.03.22      | |
| 590    | с. Криві Коліна           | Черкаська         | Церква Святого апостола Іоанна Богослова                                      | 24.03.22      | |
| 591    | с. Самоволя               | Волинська         | Церква Святого Димитрія                                                       | 24.03.22      | |
| 592    | с. Терешки                | Черкаська         | Церква Покрови Пресвятої Богородиці                                           | 24.03.22      | Без настоятеля |
| 593    | с. Гоголеве               | Полтавська        | Церква Святого Миколи                                                         | 24.03.22      | |
| 594    | с. Куликовичі             | Волинська         | Церква Покрови Пресвятої Богородиці                                           | 24.03.22      | |
| 595    | с. Сигнаївка              | Черкаська         | Церква Успіння Пресвятої Богородиці                                           | 25.03.22      | |
| 596    | с. Речичани               | Львівська         | Церква Успіння Пресвятої Богородиці                                           | 25.03.22      | Без настоятеля |
| 597    | с. Михлин                 | Волинська         | Церква Різдва Богородиці                                                      | 25.03.22      | |
| 598    | с. Нова Синявка           | Хмельницька       | Церква Святої Трійці                                                          | 25.03.22      | |
| 599    | с. Адампіль               | Хмельницька       | Церква Святого пророка Іллі                                                   | 25.03.22      | |
| 600    | с. Мале Старосілля        | Черкаська         | Церква Різдва Богородиці                                                      | 26.03.22      | |
| 601    | с. Ясенівка               | Хмельницька       | Церква Воздвиження Чесного Хреста                                             | 27.03.22      | Без настоятеля |
| 602    | м. Ватутіне               | Черкаська         | Церква Успіння Пресвятої Богородиці                                           | 27.03.22      | |
| 603    | смт Капітанівка           | Кіровоградська    | Церква Успіння Пресвятої Богородиці                                           | 27.03.22      | |
| 604    | м. Сміла                  | Черкаська         | Церква Святого Миколая                                                        | 27.03.22      | |
| 605    | м. Сміла                  | Черкаська         | Церква великомученика Пантелеймона                                            | 27.03.22      | |
| 606    | с. Вільне                 | Дніпропетровська  | Церква ікони Божої Матері «Одигітрія»                                         | 28.03.22      | |
| 607    | с. Червоне                | Дніпропетровська  | Церква Святого апостола Фоми                                                  | 28.03.22      | |
| 608    | с. Савро                  | Дніпропетровська  | Церква преподобного Сави Освяченного                                          | 28.03.22      | |
| 609    | с. Витківці               | Тернопільська     | Церква Святого великомученика Георгія Переможця                               | 29.03.22      | |
| 610    | смт Мала Дівиця           | Чернігівська      | Церква Святої Трійці                                                          | 29.03.22      | |
| 611    | с. Панчеве                | Кіровоградська    | Церква Святителя Миколая Чудотворця                                           | 29.03.22      | |
| 612    | с. Соснівка               | Хмельницька       | Церква Воздвиження Чесного Хреста Господнього‎                                 | 30.03.22      | Без настоятеля |
| 613    | с. Москалівка             | Хмельницька       | Церква Воздвиження Чесного Хреста Господнього‎                                 | 30.03.22      | |
| 614    | с. Кадиївка               | Хмельницька       | Церква Святого Миколи                                                         | 30.03.22      | |
| 615    | с. Коритна                | Хмельницька       | Церква Святого Пророка Іллі                                                   | 30.03.22      | |
| 616    | с. Підлісне               | Вінницька         | Церква Святого Олексія Московського                                           | 30.03.22      | Без настоятеля |
| 617    | смт Радушне               | Дніпропетровська  | Церква Різдва Пресвятої Богородиці                                            | 31.03.22      | |
| 618    | с. Мартоноша              | Кіровоградська    | Церква Великомученика Юрія Переможця                                          | 01.04.22      | |
| 619    | с. Вікторівка             | Київська          | Церква Воздвиження Чесного Хреста Господнього‎                                 | 02.04.22      | |
| 620    | с. Низкиничі              | Волинська         | Церква Успіння Пресвятої Богородиці                                           | 03.04.22      | |
| 621    | с. Баня Лисовицька        | Львівська         | Церква Покрови Пресвятої Богородиці                                           | 03.04.22      | Без настоятеля |
| 622    | с. Майданецьке            | Черкаська         | Церква Святого Михайла                                                        | 03.04.22      | |
| 623    | м. Сміла                  | Черкаська         | Собор Покрови Пресвятої Богородиці                                            | 03.04.22      | |
| 624    | с. Федорівка              | Полтавська        | Церква Благовіщення Пресвятої Богородиці                                      | 04.04.22      | |
| 625    | с. Климівка               | Полтавська        | Церква Вознесіння Господнього                                                 | 04.04.22      | |
| 626    | с. Орищі                  | Волинська         | Церква Покрови Пресвятої Богородиці                                           | 04.04.22      | |
| 627    | с. Білокриниччя           | Хмельницька       | Церква Святого Михайла                                                        | 04.04.22      | |
| 628    | с. Лозичне                | Хмельницька       | Церква Святої Параскеви                                                       | 04.04.22      | |
| 629    | м. Київ                   | Київ              | Церква ікони Божої Матері «Знамення»                                          | 04.04.22      | Без настоятеля |
| 630    | с. Ротмістрівка           | Черкаська         | Церква Святого Михайла                                                        | 05.04.22      | Без настоятеля |
| 631    | с. Самчики                | Хмельницька       | Церква Святої Параскеви П'ятниці                                              | 05.04.22      | |
| 632    | с. Сеньківське            | Івано-Франківська | Церква Святого апостола Андрія Первозванного                                  | 05.04.22      | |
| 633    | с. Майдан-Липненський     | Волинська         | Церква Рівноапостольної княгині Ольги                                         | 06.04.22      | Без настоятеля |
| 634    | м. Мостиська              | Львівська         | Церква преподобного Амфілохія Почаївського                                    | 07.04.22      | |
| 635    | с. Рилівка                | Хмельницька       | Церква Дмитра Солунського                                                     | 07.04.22      | Без настоятеля |
| 636    | с. Осекрів                | Волинська         | Церква Святого Миколая                                                        | 08.04.22      | |
| 637    | с. Павлівка               | Волинська         | Церква Святого Михайла                                                        | 08.04.22      | |
| 638    | с. Угільці                | Рівненська        | Церква Святого Георгія                                                        | 08.04.22      | |
| 639    | с. Веселий Кут            | Черкаська         | Церква преподобної Параскеви                                                  | 09.04.22      | Без настоятеля |
| 640    | с. Бруслинів              | Вінницька         | Церква Різдва Пресвятої Богородиці                                            | 09.04.22      | |
| 641    | с. Білеве                 | Хмельницька       | Церква Святої Параскеви                                                       | 10.04.22      | Без настоятеля |
| 642    | м. Нововолинськ           | Волинська         | Церква Святих Кирила та Мефодія                                               | 10.04.22      | |
| 643    | с. Підмонастирок          | Львівська         | Церква Богоявлення Господнього                                                | 10.04.22      | |
| 644    | с. Високе                 | Київська          | Церква Олександра Невського                                                   | 10.04.22      | |
| 645    | с. Макіївка               | Черкаська         | Церква Святого Миколая                                                        | 10.04.22      | Без настоятеля |
| 646    | с. Слобода-Кустовецька    | Вінницька         | Церква Казанської ікони Божої Матері                                          | 11.04.22      | |
| 647    | с. Наталівка              | Житомирська       | Церква Святого великомученика Дмитрія Солунського                             | 12.04.22      | |
| 648    | с. Риковичі               | Волинська         | Церква Покрови Пресвятої Богородиці                                           | 12.04.22      | |
| 649    | м. Трускавець             | Львівська         | Церква Святого пророка Іллі                                                   | 12.04.22      | Парафія визначалася, перейти у ПЦУ чи в пряме підпорядкування Константинопольської православної церкви. Перехід в ПЦУ відбувся в квітні 2023 |
| 650    | с. Боложівка              | Тернопільська     | Церква Покрови Божої Матері                                                   | 12.04.22      | |
| 651    | с. Жолобки                | Тернопільська     | Церква Святого Великомученика Дмитрія Солунського                             | 12.04.22      | |
| 652    | с. Гораймівка             | Волинська         | Церква Покрови Пресвятої Богородиці                                           | 12.04.22      | Без настоятеля |
| 653    | с. Дягова                 | Чернігівська      | Церква Покрови Пресвятої Богородиці                                           | 13.04.22      | |
| 654    | с. Копистин               | Хмельницька       | Церква Святого Миколая                                                        | 13.04.22      | |
| 655    | смт Чемерівці             | Хмельницька       | Церква Різдва Христового                                                      | 13.04.22      | |
| 656    | с. Білашів                | Рівненська        | Церква святої Трійці                                                          | 13.04.22      | Без настоятеля |
| 657    | с. Садове                 | Чернігівська      | Церква Казанської Ікони Божої Матері                                          | 14.04.22      | |
| 658    | с. Нові Броди             | Чернігівська      | Церква Казанської Ікони Божої Матері                                          | 14.04.22      | |
| 659    | с. Чорніїв                | Волинська         | Церква Різдва Пресвятої Богородиці                                            | 14.04.22      | |
| 660    | с. Великі Мацевичі        | Хмельницька       | Церква Різдва Пресвятої Богородиці                                            | 14.04.22      | Без настоятеля |
| 661    | с. Іванків                | Житомирська       | Церква Різдва Святої Богородиці                                               | 14.04.22      | |
| 662    | с. Долинівка              | Житомирська       | Церква Казанської ікони Божої Матері                                          | 14.04.22      | |
| 663    | с. Судилків               | Хмельницька       | Церква Святого Дмитра                                                         | 14.04.22      | |
| 664    | с. Круглик                | Київська          | Церква Успіння Пресвятої Богородиці                                           | 14.04.22      | Без настоятеля |
| 665    | с. Віта-Поштова           | Київська          | Церква Різдва Пресвятої Богородиці                                            | 12.04.22      | |
| 666    | с. Червоний Цвіт          | Хмельницька       | Церква Святого Різдва Богородиці                                              | 15.04.22      | Без настоятеля |
| 667    | м. Боярка                 | Київська          | Церква Святого Миколая                                                        | 15.04.22      | |
| 668    | с. Буда-Макіївка          | Черкаська         | Церква Святого Михайла                                                        | 15.04.22      | Без настоятеля |
| 669    | с. Аджамка                | Кіровоградська    | Церква Святої Покрови Пресвятої Богородиці                                    | 16.04.22      | |
| 670    | с. Івашківці              | Хмельницька       | Церква Святої Покрови Пресвятої Богородиці                                    | 16.04.22      | Без настоятеля |
| 671    | с. Клюки                  | Київська          | Церква Архістратига Михаїла                                                   | 16.04.22      | |
| 672    | с. Лащова                 | Черкаська         | Церква Святого апостола Іоанна Богослова                                      | 16.04.22      | |
| 673    | смт Володарка             | Київська          | Церква Воздвиження Чесного Хреста                                             | 16.04.22      | |
| 674    | с. Черепашинці            | Вінницька         | Церква Покрови Пресвятої Богородиці                                           | 17.04.22      | Без настоятеля |
| 675    | с. Сухолуччя              | Київська          | Церква Казанської ікони Божої Матері                                          | 17.04.22      | |
| 676    | с. Коськів                | Хмельницька       | Церква Успіння Пресвятої Богородиці                                           | 17.04.22      | |
| 677    | с. Селичівка              | Київська          | Церква Вознесіння Господнього                                                 | 17.04.22      | |
| 678    | м. Сміла                  | Черкаська         | Церква преподобного Олексія Чоловіка Божого                                   | 17.04.22      | Без настоятеля |
| 679    | с. Прислуч                | Хмельницька       | Церква Святого Іоанна Богослова                                               | 18.04.22      | Без настоятеля |
| 680    | с. Ненадиха               | Київська          | Церква Святих Богоотців Іоакима та Анни                                       | 18.04.22      | |
| 681    | с. Воютин                 | Волинська         | Церква Покрови Пресвятої Богородиці                                           | 19.04.22      | Без настоятеля |
| 682    | с. Старий Мосир           | Волинська         | Церква Святої Трійці                                                          | 19.04.22      | |
| 683    | с. Халимонове             | Чернігівська      | Церква Святого Феодосія Чернігівського                                        | 19.04.22      | |
| 684    | с. Сокиринці              | Хмельницька       | Церква Святого Димитрія Солунського‎                                           | 20.04.22      | |
| 685    | с. Ленківці               | Хмельницька       | Церква Святого Архистратига Божого Михаїла                                    | 20.04.22      | |
| 686    | с. Буки                   | Житомирська       | Церква Святого Дмитрія                                                        | 20.04.22      | Без настоятеля Перша спроба була 28.02.19[джерело?]                                                                                          |
| 687    | с. Давидківці             | Хмельницька       | Церква Святого апостола Іоанна Богослова                                      | 20.04.22      | |
| 688    | с. Давидківці             | Хмельницька       | Церква Пресвятої Троїці                                                       | 20.04.22      | |
| 689    | с. Богданівці             | Хмельницька       | Церква Казанської ікони Божої Матері                                          | 20.04.22      | Без настоятеля |
| 690    | с. Масівці                | Хмельницька       | Церква Святого Михайла                                                        | 20.04.22      | Без настоятеля |
| 691    | с. Тетірка                | Житомирська       | Церква Покрови Пресвятої Богородиці                                           | 20.04.22      | |
| 692    | с. Неділище               | Житомирська       | Церква Святої Трійці                                                          | 20.04.22      | Без настоятеля |
| 693    | с. Українка               | Житомирська       | Церква Святого Михайла                                                        | 22.04.22      | Без настоятеля |
| 694    | с. Решнівка               | Хмельницька       | Церква Покрови Пресвятої Богородиці                                           | 22.04.22      | Без настоятеля |
| 695    | смт Лугини                | Житомирська       | Церква Різдва Пресвятої Богородиці                                            | 22.04.22      | У пряме підпорядкування Предстоятеля |
| 696    | с. Червона Волока         | Житомирська       | Церква Святого Михайла                                                        | 22.04.22      | У пряме підпорядкування Предстоятеля |
| 697    | с. Гамарня                | Житомирська       | Церква Казанської ікони Божої Матері                                          | 22.04.22      | У пряме підпорядкування Предстоятеля |
| 698    | смт Пісківка              | Київська          | Церква Святого апостола Іоанна Богослова                                      | 23.04.22      | Без настоятеля |
| 699    | с. Слобода                | Київська          | Церква Святих Іоакима та Анни                                                 | 24.04.22      | Без настоятеля |
| 700    | м. Біла Церква            | Київська          | Церква Святого апостола і євангеліста Луки                                    | 25.04.22      | |
| 701    | с. Звірів                 | Волинська         | Церква Воскресіння Господнього                                                | 25.04.22      | |
| 702    | с. Олександрівка          | Дніпропетровська  | Церква Воскресіння Христового                                                 | 25.04.22      | |
| 703    | с. Луків                  | Волинська         | Церква Святого Миколая                                                        | 25.04.22      | Без настоятеля |
| 704    | с. Лучинчик               | Вінницька         | Церква Архістратига Михаїла                                                   | 26.04.22      | Без настоятеля |
| 705    | с. Перенятин              | Рівненська        | Церква Святої Трійці                                                          | 26.04.22      | |
| 706    | с. Медведівка             | Черкаська         | Церква Успіння Пресвятої Богородиці                                           | 27.04.22      | |
| 707    | с. Березна                | Вінницька         | Церква Святого Дмитра                                                         | 27.04.22      | |
| 708    | с. Серединці              | Хмельницька       | Церква Покрови Пресвятої Богородиці                                           | 27.04.22      | |
| 709    | с. Дорогиничі             | Волинська         | Церква Святого Іова                                                           | 28.04.22      | |
| 710    | с. Чотирбоки              | Хмельницька       | Церква Святого Іоанна Богослова                                               | 28.04.22      | |
| 711    | с. Велика Осниця          | Волинська         | Церква Святої Трійці                                                          | 28.04.22      | Без настоятеля |
| 712    | с. Котелянка              | Хмельницька       | Церква Успіння Пресвятої Богородиці                                           | 28.04.22      | |
| 713    | с. Сьомаки                | Вінницька         | Церква Успіння Пресвятої Богородиці                                           | 29.04.22      | |
| 714    | с. Ліщани                 | Хмельницька       | Церква Святого Дмитра                                                         | 29.04.22      | |
| 715    | с. Діброва                | Житомирська       | Церква Святого Олександра Невського                                           | 29.04.22      | Без настоятеля |
| 716    | с. Йосипівка              | Житомирська       | Церква Святого Іоанна Богослова                                               | 29.04.22      | Без настоятеля |
| 717    | с. Іванівка               | Київська          | Церква Святого Михайла                                                        | 29.04.22      | |
| 718    | с. Богатирка              | Київська          | Церква Святого Михайла                                                        | 29.04.22      | |
| 719    | с. Красносілка            | Хмельницька       | Церква Святого Іоанна Богослова                                               | 29.04.22      | Без настоятеля |
| 720    | смт Дубище                | Волинська         | Церква Святого Володимира                                                     | 30.04.22      | Без настоятеля |
| 721    | с. Сосонка                | Вінницька         | Церква архістратига Божого Михаїла                                            | 30.04.22      | Перша спроба була 17.01.19[джерело?] |
| 722    | м. Сміла                  | Черкаська         | Церква преподобного Амфілохія Почаївського                                    | 01.05.22      | |
| 723    | с. Свинарин               | Волинська         | Церква Святого Михайла                                                        | 03.05.22      | |
| 724    | с. Ратнів                 | Волинська         | Церква Великомучениці Параскеви П'ятниці                                      | 03.05.22      | |
| 725    | с. Галайки                | Київська          | Церква Святих Костянтина та Олени                                             | 03.05.22      | |
| 726    | с. Голендри               | Вінницька         | Церква Святої праведної Анни                                                  | 03.05.22      | |
| 727    | с. Заливанщина            | Вінницька         | Церква Святої Трійці                                                          | 03.05.22      | |
| 728    | с. Мирне                  | Вінницька         | Церква Покрови Богородиці                                                     | 03.05.22      | Перереєстрована 25.10.22 |
| 729    | с. Васьковичі             | Житомирська       | Церква Різдва Христового                                                      | 04.05.22      | |
| 730    | с. Чорна                  | Хмельницька       | Церква архістратига Михаїла                                                   | 04.05.22      | |
| 731    | с. Пустовійти             | Вінницька         | Церква Святого Іоана Богослова                                                | 05.05.22      | Без настоятеля |
| 732    | с. Вербичне               | Волинська         | Церква Різдва Богородиці                                                      | 05.05.22      | |
| 733    | с. Бейзими                | Хмельницька       | Церква                                                                        | 05.05.22      | Без настоятеля |
| 734    | с. Крогулець              | Тернопільська     | Церква Іверської ікони Божої Матері                                           | 05.05.22      | |
| 735    | с. Вічині                 | Волинська         | Церква Преображення Господнього                                               | 05.05.22      | Без настоятеля |
| 736    | с. Сокирин                | Чернігівська      | Церква Святого Феодосія Чернігівського                                        | 05.05.22      | |
| 737    | с. Сербанівка             | Вінницька         | Церква святителя Миколая                                                      | 06.05.22      | Без настоятеля |
| 738    | с. Євминка                | Чернігівська      | Церква Різдва Пресвятої Богородиці                                            | 06.05.22      | |
| 739    | с. Потуш                  | Вінницька         | Церква Святого апостола і євангеліста Іоанна Богослова                        | 06.05.22      | |
| 740    | с. Тростянець             | Вінницька         | Церква архістратига Божого Михаїла                                            | 06.05.22      | |
| 741    | с. Озерськ                | Рівненська        | Церква Святої Параскеви                                                       | 06.05.22      | |
| 742    | с. Калиня                 | Хмельницька       | Церква Покрови Пресвятої Богородиці                                           | 06.05.22      | |
| 743    | с. Виповзів               | Чернігівська      | Церква Воздвиження Чесного Хреста‎                                             | 06.05.22      | |
| 744    | смт Десна                 | Чернігівська      | Церква Святого архангела Гавриїла                                             | 06.05.22      | |
| 745    | с. Носачів                | Черкаська         | Церква Різдва Богородиці                                                      | 06.05.22      | Без настоятеля |
| 746    | с. Великий Правутин       | Хмельницька       | Церква Святого Дмитра                                                         | 06.05.22      | |
| 747    | с. Городище               | Волинська         | Церква Святої Трійці                                                          | 07.05.22      | Без настоятеля |
| 748    | с. Пирогівці              | Хмельницька       | Церква Святої Параскеви                                                       | 07.05.22      | Без настоятеля |
| 749    | с. Щурівці                | Хмельницька       | Церква чуда архистратига Божого Михаїла                                       | 07.05.22      | |
| 750    | с. Селище                 | Вінницька         | Церква Святого Димитрія                                                       | 07.05.22      | Без настоятеля |
| 751    | м. Шепетівка              | Хмельницька       | Кафедральний собор Святого Михайла                                            | 07.05.22      | |
| 752    | с. Лудин                  | Волинська         | Церква Святого Миколая                                                        | 07.05.22      | Без настоятеля |
| 753    | с. Суховоля               | Рівненська        | Церква Святого Георгія                                                        | 08.05.22      | |
| 754    | с. Мотрунки               | Хмельницька       | Церква Святого Дмитра                                                         | 08.05.22      | Без настоятеля |
| 755    | с. Михайлівці             | Хмельницька       | Церква Вознесіння Господнього                                                 | 08.05.22      | Без настоятеля |
| 756    | с. Хорів                  | Рівненська        | Церква Святих апостолів Петра і Павла                                         | 08.05.22      | Без настоятеля |
| 757    | с. Городині               | Волинська         | Церква Святої Покрови                                                         | 08.05.22      | |
| 758    | с. Романів                | Волинська         | Церква Покрови пресвятої Богородиці                                           | 08.05.22      | |
| 759    | с. Милятин                | Рівненська        | Церква Святого Михайла                                                        | 08.05.22      | |
| 760    | с. Нова Гребля            | Вінницька         | Церква архістратига Божого Михаїла                                            | 08.05.22      | |
| 761    | с. Великі Вікнини         | Тернопільська     | Церква Святого Юрія                                                           | 08.05.22      | |
| 762    | с. Щурин                  | Волинська         | Церква Святого Михайла                                                        | 08.05.22      | |
| 763    | с. Пальче                 | Волинська         | Церква Святої Покрови                                                         | 08.05.22      | Без настоятеля |
| 764    | с. Шрамківка              | Черкаська         | Церква Різдва Господа Бога і Спаса нашого Ісуса Христа                        | 08.05.22      | |
| 765    | с. М'якоти                | Хмельницька       | Церква Святої Параскеви                                                       | 08.05.22      | Без настоятеля |
| 766    | с. Баїв                   | Волинська         | Церква Успіння Пресвятої Богородиці                                           | 08.05.22      | |
| 767    | с. Обенижі                | Волинська         | Церква Воздвиження Чесного Хреста                                             | 08.05.22      | |
| 768    | с. Мовники                | Волинська         | Церква Різдва Богородиці                                                      | 08.05.22      | |
| 769    | с. Озеро                  | Волинська         | Церква Святої Покрови                                                         | 08.05.22      | |
| 770    | с. Новий Кропивник        | Львівська         | Церква Успіння Богородиці                                                     | 08.05.22      | |
| 771    | смт Вовковинці            | Хмельницька       | Церква Святих апостолів Петра і Павла                                         | 08.05.22      | |
| 772    | с. Горбулів               | Житомирська       | Церква Покрови Пресвятої Богородиці                                           | 08.05.22      | До Житомирсько-Поліської єпархії |
| 773    | с. Гребениківка           | Сумська           | Церква Святого Великомученика Пантелеймона                                    | 08.05.22      | |
| 774    | с. Воробіївка             | Хмельницька       | Церква Покрови Пресвятої Богородиці                                           | 09.05.22      | |
| 775    | с. Дорогобуж              | Рівненська        | Церква Успіння Пресвятої Богородиці                                           | 09.05.22      | |
| 776    | с. Обич                   | Тернопільська     | Церква Святого Миколая                                                        | 10.05.22      | |
| 777    | с. Хохітва                | Київська          | Церква Казанської ікони Божої Матері                                          | 10.05.22      | Без настоятеля Перша спроба була 14.04.19[джерело?]                                                                                          |
| 778    | с. Бехи                   | Житомирська       | Церква Святого Іоанна Богослова                                               | 11.05.22      | Без настоятеля |
| 779    | с. Недашки                | Житомирська       | Церква Святого Іоанна Богослова                                               | 11.05.22      | Без настоятеля |
| 780    | с. Ксаверів               | Житомирська       | Церква Святого Михайла                                                        | 11.05.22      | Без настоятеля |
| 781    | м. Сквира                 | Київська          | Церква Всіх Святих                                                            | 12.05.22      | |
| 782    | с. Бахматівці             | Хмельницька       | Церква Покрови Пресвятої Богородиці                                           | 12.05.22      | |
| 783    | с. Радовичі               | Волинська         | Церква Святого Михайла                                                        | 12.05.22      | |
| 784    | м. Малин                  | Житомирська       | Церква Святого Дмитра                                                         | 12.05.22      | У пряме підпорядкування Предстоятеля |
| 785    | м. Малин                  | Житомирська       | Церква Успіння Богородиці                                                     | 12.05.22      | У пряме підпорядкування Предстоятеля |
| 786    | с. Липники                | Житомирська       | Церква Святої Трійці                                                          | 12.05.22      | У пряме підпорядкування Предстоятеля |
| 787    | с. Сулимів                | Львівська         | Церква Вознесіння Господнього                                                 | 12.05.22      | Без настоятеля |
| 788    | с. Нападівка              | Вінницька         | Церква архістратига Божого Михаїла                                            | 13.05.22      | |
| 789    | с. Райки                  | Вінницька         | Церква святителя Феодосія Чернігівського                                      | 13.05.22      | |
| 790    | с. Сорокодуби             | Хмельницька       | Церква Святих апостолів Петра і Павла                                         | 13.05.22      | |
| 791    | с. Старий Остропіль       | Хмельницька       | Церква Преображення Господнього                                               | 13.05.22      | Без настоятеля |
| 792    | с. Михайлівка             | Хмельницька       | Церква Успіння Пресвятої Богородиці                                           | 13.05.22      | Без настоятеля |
| 793    | с. Демківці               | Хмельницька       | Церква Покрови Пресвятої Богородиці                                           | 13.05.22      | |
| 794    | с. Юрківці                | Хмельницька       | Церква Святого Духу                                                           | 13.05.22      | |
| 795    | с. Ямпільчик              | Хмельницька       | Церква Святого Іоанна Богослова                                               | 13.05.22      | |
| 796    | с. Хропотова              | Хмельницька       | Церква Різдва Пресвятої Богородиці                                            | 13.05.22      | |
| 797    | с. Білий Рукав            | Вінницька         | Церква Святого Онуфрія                                                        | 13.05.22      | Без настоятеля |
| 798    | с. Бурімка                | Чернігівська      | Церква Святої Параскеви                                                       | 14.05.22      | |
| 799    | с. Мотижин                | Київська          | Церква великомученика Георгія Побідоносця                                     | 14.05.22      | |
| 800    | с. Загатинці              | Рівненська        | Церква Святого Миколая                                                        | 14.05.22      | |
| 801    | м. Хмельницький           | Хмельницька       | Церква Успіння Пресвятої Богородиці                                           | 14.05.22      | |
| 802    | с. Царівка                | Житомирська       | Церква благовірного князя Олександра Невського                                | 14.05.22      | Без настоятеля |
| 803    | с. Дулицьке               | Київська          | Церква архістратига Божого Михаїла                                            | 14.05.22      | |
| 804    | с. Визирка                | Одеська           | Церква Святого Олександра Невського                                           | 14.05.22      | |
| 805    | с. Підлісці               | Хмельницька       | Церква Святих апостолів Петра і Павла                                         | 14.05.22      | |
| 806    | с. Міжлісся               | Вінницька         | Церква архістратига Божого Михаїла                                            | 14.05.22      | |
| 807 🟥 | с. Бар                    | Вінницька         | Церква преподобного Серафима Саровського‎                                      | 14.05.22      | остаточний перехід відбувся в квітні 2023 |
| 808    | с. Купин                  | Хмельницька       | Церква Святого Андрія                                                         | 14.05.22      | |
| 809    | м. Сарни                  | Рівненська        | Церква Покрови Пресвятої Богородиці                                           | 15.05.22      | |
| 810    | с. Люхча                  | Рівненська        | Церква Святого Михайла                                                        | 15.05.22      | |
| 🟥     | м. Луцьк                  | Волинська         | Церква Благовіщення Пресвятої Богородиці                                      | 15.05.22      | |
| 811    | м. Костопіль              | Рівненська        | Собор Святого Михайла                                                         | 15.05.22      | |
| 812    | с. Шпитьки                | Київська          | Церква Святої Покрови                                                         | 15.05.22      | Без настоятеля |
| 813    | с. Дубрівка               | Житомирська       | Церква Косьми і Дем‘яна                                                       | 15.05.22      | Без настоятеля |
| 814    | с. Ворончин               | Волинська         | Церква Різдва Богородиці                                                      | 15.05.22      | Без настоятеля |
| 815    | с. Сиваківці              | Вінницька         | Церква Різдва Богородиці                                                      | 15.05.22      | Без настоятеля |
| 816    | с. Ходорівці              | Хмельницька       | Церква Святого Архистратига Михаїла                                           | 15.05.22      | |
| 817    | с. Золотолин              | Рівненська        | Церква Святого Дмитрія                                                        | 15.05.22      | Без настоятеля |
| 818    | с. Костянтинівка          | Рівненська        | Церква Святого Георгія                                                        | 15.05.22      | |
| 819    | с. Квітневе               | Житомирська       | Церква Святої Трійці                                                          | 15.05.22      | Без настоятеля |
| 820    | с. Сокіл                  | Волинська         | Церква Святої Трійці                                                          | 15.05.22      | |
| 821    | с. Підгірне               | Волинська         | Церква Святої Параскеви                                                       | 15.05.22      | |
| 822    | с. Раймісто               | Волинська         | Церква Різдва Богородиці                                                      | 15.05.22      | |
| 823    | с. Кам'янка               | Рівненська        | Церква Святого Михайла                                                        | 15.05.22      | Без настоятеля |
| 824    | с. Вовничі                | Рівненська        | Церква Воздвиження Чесного Хреста                                             | 15.05.22      | Без настоятеля |
| 825    | с. Рудня                  | Рівненська        | Церква Святого Іова                                                           | 15.05.22      | Без настоятеля |
| 826    | с. Куманівці              | Вінницька         | Церква Різдва Пресвятої Богородиці                                            | 15.05.22      | |
| 827    | м. Ірпінь                 | Київська          | Церква Святителя Миколая                                                      | 15.05.22      | |
| 828    | с. Ржищів                 | Волинська         | Церква зачаття Святої Анни                                                    | 15.05.22      | Без настоятеля |
| 829    | с. Озерце                 | Волинська         | Церква Покрови Пресвятої Богородиці                                           | 15.05.22      | |
| 830    | с. Степанівка             | Хмельницька       | Церква Святої мучениці Параскеви                                              | 15.05.22      | |
| 831    | с. Бражинці               | Хмельницька       | Церква Святого Іоанна Богослова                                               | 16.05.22      | |
| 832    | с. Вищі Вовківці          | Хмельницька       | Церква Святого Михайла                                                        | 16.05.22      | |
| 833    | м. Камінь-Каширський      | Волинська         | Церква Різдва Пресвятої Богородиці                                            | 17.05.22      | |
| 834    | с. Маркуші                | Житомирська       | Церква архангела Михаїла                                                      | 17.05.22      | Без настоятеля |
| 835    | с. Раковичі               | Житомирська       | Церква нерукотворного образу Христа Спасителя                                 | 17.05.22      | Без настоятеля |
| 836    | с. Чорників               | Волинська         | Церква Святої Трійці                                                          | 17.05.22      | |
| 837    | м. Біла Церква            | Київська          | Церква ікони Божої Матері «Несподівана радість»                               | 17.05.22      | |
| 838    | с. Гульськ                | Житомирська       | Церква Святого Миколая                                                        | 18.05.22      | |
| 839    | с. Нова Василівка         | Житомирська       | Церква Святого Георгія                                                        | 18.05.22      | |
| 840    | с. Михайлин               | Вінницька         | Церква Святого апостола і євангеліста Луки                                    | 18.05.22      | |
| 841    | с. Онацьківці             | Хмельницька       | Церква Святого Михаїла Архістратига                                           | 18.05.22      | |
| 842    | с. Паланка                | Черкаська         | Церква Святої Параскеви                                                       | 18.05.22      | |
| 843    | с. Білецьке               | Хмельницька       | Церква Святого Михайла                                                        | 18.05.22      | |
| 844    | с. Краснобірка            | Житомирська       | Церква Святого Олександра Невського                                           | 19.05.22      | |
| 845    | с. Забілоччя              | Житомирська       | Церква Святого Іоанна Богослова                                               | 19.05.22      | |
| 846    | с. Блистова               | Чернігівська      | Церква Різдва Пресвятої Богородиці                                            | 19.05.22      | |
| 847    | с. Курне                  | Житомирська       | Церква Святої Покрови                                                         | 19.05.22      | Без настоятеля |
| 848    | с. Сукачі                 | Київська          | Церква Святих Косьми і Даміана                                                | 19.05.22      | |
| 🟥     | с. Уланів                 | Вінницька         | Церква Вознесіння Господнього                                                 | 19.05.22      | |
| 🟥     | с. Пагурці                | Вінницька         | Церква Святого Димитрія Солунського                                           | 19.05.22      | |
| 🟥     | с. Рогинці                | Вінницька         | Церква Святого Іоанна Богослова                                               | 19.05.22      | |
| 🟥     | с. Чернятинці             | Вінницька         | Церква Святих Косьми і Даміана                                                | 19.05.22      | |
| 849    | с. Піщатинці              | Тернопільська     | Церква Різдва Пресвятої Богородиці                                            | 19.05.22      | |
| 850    | м. Хмельницький           | Хмельницька       | Церква Покрови Пресвятої Богородиці                                           | 19.05.22      | |
| 851    | с. Суха Балка             | Миколаївська      | Церква Святого Духа                                                           | 19.05.22      | Перша спроба була 21.03.19[джерело?] |
| 852    | с. Шумбар                 | Тернопільська     | Церква Святого Апостола і Євангелиста Луки                                    | 19.05.22      | |
| 853    | с. Точевики               | Рівненська        | Церква Успіння Пресвятої Богородиці                                           | 19.05.22      | |
| 854    | с. Великі Загайці         | Тернопільська     | Церква Воздвиження Хреста Господнього                                         | 19.05.22      | Зареєстрована 23.01.2024 р. |
| 855    | с. Ясногородка            | Київська          | Церква Різдва Пресвятої Богородиці                                            | 20.05.22      | Без настоятеля |
| 856    | с. Борочиче               | Волинська         | Церква Святого Іллі                                                           | 21.05.22      | |
| 857    | с. Буртин                 | Хмельницька       | Церква Святого Миколая                                                        | 21.05.22      | |
| 858    | с. Лука                   | Київська          | Церква Святого Миколая                                                        | 21.05.22      | |
| 859    | с. Дрозди                 | Київська          | Церква Казанської ікони Божої Матері                                          | 21.05.22      | |
| 860    | с. Вишнопіль              | Хмельницька       | Церква Святого Миколая                                                        | 21.05.22      | Без настоятеля |
| 861    | с. Почапинці              | Хмельницька       | Церква Введення в храм Пресвятої Богородиці                                   | 21.05.22      | |
| 862    | с. Сахнівка               | Черкаська         | Церква Святого Духа                                                           | 21.05.22      | Без настоятеля, завершила перехід 2024 |
| 863    | с. Широка Гребля          | Вінницька         | Церква Вознесіння Господнього                                                 | 21.05.22      | |
| 864    | с. Білосток               | Волинська         | Церква Святого Михайла                                                        | 21.05.22      | |
| 865    | с. Голинчинці             | Вінницька         | Церква Святого великомученика Димитрія Солунського                            | 21.05.22      | Без настоятеля |
| 866    | с. Горбовичі              | Київська          | Церква Казанської ікони Божої Матері                                          | 22.05.22      | |
| 867    | с. Красне                 | Рівненська        | Церква Преображення Господнього                                               | 22.05.22      | |
| 868    | с. Висоцьк                | Рівненська        | Церква Успіння Пресвятої Богородиці                                           | 22.05.22      | |
| 869    | с. Бортнів                | Волинська         | Церква Різдва Пресвятої Богородиці                                            | 22.05.22      | |
| 870    | с. Стіна                  | Вінницька         | Церква Святого Миколая Чудотворця                                             | 22.05.22      | |
| 871    | с. Ташки                  | Хмельницька       | Церква Святого Михайла                                                        | 22.05.22      | |
| 872    | с. Вільхівка              | Рівненська        | Церква Вознесіння Господнього                                                 | 22.05.22      | |
| 873    | с. Стоянка                | Київська          | Церква святителя Миколая                                                      | 22.05.22      | |
| 874    | с. Дзвиняча               | Тернопільська     | Церква Воздвиження Чесного Хреста                                             | 22.05.22      | Настоятель повернувся до МП Перереєстрована 18.04.2023                                                                                       |
| 875    | м. Рожище                 | Волинська         | Церква Святого Михайла                                                        | 22.05.22      | |
| 876    | с. Немир                  | Волинська         | Церква Святого Іоанна Златоуста                                               | 22.05.22      | |
| 877    | с. Хлівище                | Чернівецька       | Церква Святих архангелів Михаїла і Гавриїла                                   | 22.05.22      | |
| 878    | с. Фурси                  | Київська          | Церква Святої великомучениці Варвари                                          | 22.05.22      | Без настоятеля |
| 879    | с. Шахтарське             | Волинська         | Церква Успіння Пресвятої Богородиці                                           | 22.05.22      | |
| 880    | с. Тростинка              | Київська          | Церква Різдва Богородиці                                                      | 23.05.22      | |
| 881    | с. Мала Стариця           | Київська          | Церква Чуда архістратига Михаїла                                              | 23.05.22      | |
| 882    | с. Бишів                  | Київська          | Церква Покрови Божої Матері                                                   | 23.05.22      | |
| 883    | с. Зелений Яр             | Київська          | Церква Святого апостола Іоана Богослова                                       | 23.05.22      | |
| 884    | с. Велика Стариця         | Київська          | Церква Святого Михайла                                                        | 23.05.22      | |
| 885    | с. Сулимівка              | Київська          | Церква Покрови Пресвятої Богородиці                                           | 23.05.22      | Перереєстрована 25.10.22 |
| 886    | с. Лютіж                  | Київська          | Церква Різдва Пресвятої Богородиці                                            | 23.05.22      | |
| 887    | с. Ожегівка               | Київська          | Церква Покрови Божої Матері                                                   | 23.05.22      | |
| 888    | с. Луб'янка               | Київська          | Церква Святого Миколая                                                        | 23.05.22      | |
| 889    | с. Ситняки                | Київська          | Церква Різдва Пресвятої Богородиці                                            | 23.05.22      | |
| 890    | с. Лук'янівка             | Київська          | Церква Вознесіння Господнього                                                 | 23.05.22      | |
| 891    | смт Отинія                | Івано-Франківська | Церква Введення Богородиці                                                    | 23.05.22      | |
| 892    | с. Нова Руда              | Волинська         | Церква Святого Димитрія Солунського                                           | 23.05.22      | |
| 893    | с. Купичів                | Волинська         | Церква Преображення Господнього                                               | 23.05.22      | |
| 894    | с. Чернятин               | Вінницька         | Церква Святого архідиякона Стефана                                            | 23.05.22      | |
| 895    | м. Київ                   | Київ              | Церква ікони Божої Матері Остробрамської                                      | 23.05.22      | |
| 896    | м. Біла Церква            | Київська          | Парафія при Білоцерківській дитячій обласній лікарні                          | 23.05.22      | |
| 897    | с. Бронівка               | Хмельницька       | Церква Покрови Пресвятої Богородиці                                           | 23.05.22      | |
| 898    | с. Чабани                 | Хмельницька       | Церква Вознесіння Господнього                                                 | 23.05.22      | |
| 899    | с. Кривачинці             | Хмельницька       | Церква Святого Дмитра                                                         | 23.05.22      | |
| 900    | с. Писарівка              | Хмельницька       | Церква Вознесіння Господнього                                                 | 23.05.22      | |
| 901    | с. Селець                 | Волинська         | Церква Святої Трійці                                                          | 24.05.22      | |
| 902    | м. Батурин                | Чернігівська      | Церква Воскресіння Господнього                                                | 24.05.22      | |
| 903    | с. Блідча                 | Київська          | Церква Святої великомучениці Варвари                                          | 24.05.22      | |
| 904    | м. Овруч                  | Житомирська       | Кафедральний собор Преображення Господнього                                   | 24.05.22      | |
| 905    | с. Коробчине              | Кіровоградська    | Церква Успіння Пресвятої Богородиці                                           | 24.05.22      | Без настоятеля |
| 906    | м. Дрогобич               | Львівська         | Собор Святого Іова Почаївського                                               | 25.05.22      | Без настоятеля |
| 907    | с. Ліщин                  | Житомирська       | Церква Різдва Пресвятої Богородиці                                            | 25.05.22      | Без настоятеля |
| 908    | с. Сингаї                 | Житомирська       | Церква Святого архистратига Михаїла                                           | 25.05.22      | |
| 909    | с. Березівка              | Житомирська       | Церква Успіння Пресвятої Богородиці                                           | 25.05.22      | Без настоятеля |
| 910    | с. Олеськ                 | Волинська         | Церква Святого Духу                                                           | 26.05.22      | Перереєстрована |
| 911    | с. Мірча                  | Житомирська       | Церква Казанської ікони Божої Матері                                          | 27.05.22      | Без настоятеля |
| 912    | с. Меделівка              | Житомирська       | Церква Святого Михайла                                                        | 27.05.22      | Без настоятеля |
| 913    | с. Кочерів                | Житомирська       | Церква Покрова Пресвятої Богородиці                                           | 27.05.22      | Без настоятеля |
| 914    | м. Липовець               | Вінницька         | Церква Святої Покрови                                                         | 27.05.22      | |
| 915    | с. Куліші                 | Житомирська       | Церква Святих Косьми та Даміана                                               | 27.05.22      | |
| 916    | с. Гайшин                 | Київська          | Церква Святого Іоанна Богослова                                               | 28.05.22      | |
| 917    | с. Черепова               | Хмельницька       | Церква Святої Трійці                                                          | 28.05.22      | |
| 918    | с. Черепівка              | Хмельницька       | Церква Святого Іоанна Богослова                                               | 28.05.22      | |
| 919    | с. Черняхів               | Київська          | Церква Святого Димитрія Солунського                                           | 28.05.22      | Без настоятеля |
| 920    | с. Мусійки                | Київська          | Церква Різдва Пресвятої Богородиці                                            | 28.05.22      | Без настоятеля |
| 921    | с. Степанці               | Черкаська         | Церква Успіння Пресвятої Богородиці                                           | 28.05.22      | |
| 922    | с. Мартинівка             | Черкаська         | Церква Святого Миколая                                                        | 28.05.22      | |
| 923    | с. Мухівці                | Вінницька         | Церква Іоанна Богослова                                                       | 28.05.22      | |
| 924    | с. Шамраївка              | Київська          | Церква Святого Спиридона                                                      | 28.05.22      | |
| 925    | с. Заріччя                | Київська          | Церква Святої Покрови                                                         | 29.05.22      | |
| 926    | с. Корделівка             | Вінницька         | Церква Святого великомученика Димитрія Солунського                            | 29.05.22      | Без настоятеля |
| 927    | с. Гречинці               | Хмельницька       | Церква Святого Василя                                                         | 29.05.22      | |
| 928    | с. Оляниця                | Вінницька         | Церква Святої Трійці                                                          | 29.05.22      | Колишній настоятель УПЦ МП приватизував будинок на території церкви                                                                          |
| 929    | с. Кудлаївка              | Тернопільська     | Церква Святої Трійці                                                          | 29.05.22      | |
| 930    | м. Попільня               | Житомирська       | Церква Святого Миколая                                                        | 29.05.22      | Без настоятеля |
| 931    | с. Чорниж                 | Волинська         | Церква Святого Михайла                                                        | 29.05.22      | |
| 932    | с. Маліївці               | Хмельницька       | Церква Різдва Іоанна Хрестителя                                               | 29.05.22      | |
| 933    | с. Самгородок             | Київська          | Церква Воздвиження Чесного Хреста Господнього‎                                 | 29.05.22      | Без настоятеля |
| 934    | с. Губин                  | Волинська         | Церква Різдва Богородиці                                                      | 30.05.22      | |
| 935    | с. Рославичі              | Київська          | Церква Преображення Господнього                                               | 30.05.22      | |
| 936    | с. Колодне                | Тернопільська     | Церква Святого Миколая                                                        | 30.05.22      | |
| 937    | с. Тумин                  | Волинська         | Церква Святого Миколая                                                        | 31.05.22      | |
| 938    | с. Косенів                | Житомирська       | Церква апостола і євангеліста Іоана Богослова                                 | 31.05.22      | Без настоятеля |
| 939    | с. Орепи                  | Житомирська       | Церква Воздвиження Чесного Хреста Господнього                                 | 31.05.22      | Без настоятеля |
| 940    | с. Кути                   | Волинська         | Церква Святого Духу                                                           | 31.05.22      | |
| 941    | с. Шубівка                | Київська          | Церква Покрови Пресвятої Богородиці                                           | 31.05.22      | |
| 942    | с. Расавка                | Київська          | Церква Воздвиження Чесного Хреста Господнього‎                                 | 31.05.22      | |
| 943    | с. Новосілки              | Київська          | Церква Воздвиження Чесного Хреста Господнього‎                                 | 31.05.22      | |
| 944    | с. Іванівка               | Київська          | Церква Покрови Пресвятої Богородиці                                           | 31.05.22      | |
| 945    | с. Бурти                  | Київська          | Церква Покрови Пресвятої Богородиці                                           | 31.05.22      | |
| 946    | с. Липовець               | Київська          | Церква Різдва Пресвятої Богородиці                                            | 31.05.22      | |
| 947    | с. Лозова                 | Хмельницька       | Церква Святих Косьми і Даміана                                                | 31.05.22      | |
| 948    | с. Федірки                | Хмельницька       | Церква Святої Покрови                                                         | 31.05.22      | |
| 949    | с. Мирівка                | Хмельницька       | Церква Воскресіння Господнього                                                | 31.05.22      | |
| 950    | с. Копачівка              | Хмельницька       | Церква Святих Петра і Павла                                                   | 31.05.22      | |
| 951    | с. Велика Каратуль        | Київська          | Церква Різдва Божої Матері                                                    | 01.06.22      | |
| 952    | с. Туровець               | Житомирська       | Церква Успіння Пресвятої Богородиці                                           | 01.06.22      | Без настоятеля |
| 953    | с. Вигнанка               | Житомирська       | Церква Святого Михайла                                                        | 01.06.22      | Без настоятеля |
| 954    | с. Строкова               | Київська          | Церква Святого Іоанна Богослова                                               | 01.06.22      | |
| 955    | смт Линовиця              | Чернігівська      | Церква Успіння Пресвятої Богородиці                                           | 01.06.22      | |
| 956    | с. Моломолинці            | Хмельницька       | Церква Святої Варвари                                                         | 01.06.22      | |
| 957    | с. Малашівці              | Хмельницька       | Церква Архистратига Михаїла                                                   | 01.06.22      | |
| 958    | с. Богданівці             | Хмельницька       | Церква Святого Миколая                                                        | 01.06.22      | |
| 959    | с. Гелетинці              | Хмельницька       | Церква рівноапостольної Марії Магдалини                                       | 01.06.22      | |
| 960    | с. Волиця                 | Хмельницька       | Церква Архистратига Михаїла                                                   | 01.06.22      | |
| 961    | с. Калинівка              | Хмельницька       | Церква Успіння Пресвятої Богородиці                                           | 01.06.22      | |
| 962    | с. Чернелівка             | Хмельницька       | Церква Святого Михайла                                                        | 02.06.22      | |
| 963    | с. Будо-Вороб'ї           | Житомирська       | Церква Казанської ікони Божої Матері                                          | 02.06.22      | Без настоятеля |
| 964    | с. Старі Вороб'ї          | Житомирська       | Церква Святого Михайла                                                        | 02.06.22      | Без настоятеля |
| 965    | с. Вовчків                | Київська          | Церква Святої Параскеви П'ятниці                                              | 03.06.22      | |
| 966    | с. Токарів                | Житомирська       | Церква Святих Косьми і Даміана                                                | 03.06.22      | |
| 967    | с. Мала Горбаша           | Житомирська       | Церква Святого Іоанна Богослова                                               | 03.06.22      | Без настоятеля |
| 968    | смт Брусилів              | Житомирська       | Церква Святого Іоанна Богослова                                               | 03.06.22      | Без настоятеля |
| 969    | с. Дем'янці               | Київська          | Церква Воздвиження Хреста Господнього                                         | 03.06.22      | Без настоятеля |
| 970    | с. Піщана                 | Київська          | Церква Святої мучениці Параскеви                                              | 03.06.22      | Без настоятеля |
| 971    | м. Кагарлик               | Київська          | Церква Святої Трійці                                                          | 03.06.22      | |
| 972    | с. Демидів                | Київська          | Церква Святого Архістратига Михаїла                                           | 04.06.22      | |
| 973    | с. Гореничі               | Київська          | Церква Різдва Пресвятої Богородиці                                            | 04.06.22      | |
| 974    | с. Горобіївка             | Київська          | Церква Різдва Богородиці                                                      | 04.06.22      | |
| 975    | с. Терешівці              | Хмельницька       | Церква Святого Михайла                                                        | 04.06.22      | |
| 976    | с. Музичі                 | Київська          | Церква Святого Михайла                                                        | 04.06.22      | |
| 977    | с. Слобідка-Кульчієвецька | Хмельницька       | Церква Святого Пророка Іллі                                                   | 05.06.22      | |
| 978    | с. Стрітівка              | Київська          | Церква Пресвятої Трійці                                                       | 05.06.22      | |
| 979    | с. Кременець              | Волинська         | Церква Святого Миколая                                                        | 05.06.22      | Без настоятеля |
| 980    | с. Великий Митник         | Вінницька         | Церква Святого Михайла                                                        | 05.06.22      | |
| 981    | с. Бобриця                | Київська          | Церква Святої Покрови                                                         | 05.06.22      | |
| 982    | с. Дмитрівка              | Київська          | Церква Різдва Пресвятої Богородиці                                            | 05.06.22      | |
| 983    | с. Немиринці              | Хмельницька       | Церква Преподобної Параскеви                                                  | 05.06.22      | |
| 984    | с. Переспа                | Волинська         | Церква Святого Миколая                                                        | 05.06.22      | |
| 985    | с. Сокільча               | Житомирська       | Церква Успіння Пресвятої Богородиці                                           | 05.06.22      | Без настоятеля |
| 986    | с. Ходорків               | Житомирська       | Церква Різдва Пресвятої Богородиці                                            | 05.06.22      | Без настоятеля |
| 987    | с. Гільча Перша           | Рівненська        | Церква Святого Миколая                                                        | 05.06.22      | |
| 988    | с. Золочівка              | Рівненська        | Церква Покрови Пресвятої Богородиці                                           | 05.06.22      | |
| 989    | с. Жоржівка               | Полтавська        | Церква Святого Духу                                                           | 05.06.22      | |
| 990    | с. Колом'є                | Хмельницька       | Церква Святого Михайла                                                        | 05.06.22      | |
| 991    | с. Іванків                | Київська          | Церква Преображення Господнього                                               | 05.06.22      | |
| 992    | с. Мрія                   | Київська          | Церква Успіння Пресвятої Богородиці                                           | 05.06.22      | |
| 993    | с. Ветли                  | Волинська         | Церква Святителя Миколая Чудотворця                                           | 05.06.22      | Без настоятеля |
| 994    | с. Приборівка             | Вінницька         | Церква Святої Покрови                                                         | 05.06.22      | |
| 995    | с. Мазінки                | Київська          | Церква Різдва Пресвятої Богородиці                                            | 07.06.22      | |
| 996    | с. Матейки                | Волинська         | Церква Святої Трійці                                                          | 07.06.22      | Без настоятеля |
| 997    | с. Скулин                 | Волинська         | Церква Святого Іоанна Богослова                                               | 07.06.22      | Без настоятеля |
| 998    | с. Базар                  | Житомирська       | Церква Покрови Пресвятої Богородиці                                           | 08.06.22      | |
| 999    | с. Пилиповичі             | Житомирська       | Церква Святого Михайла                                                        | 08.06.22      | |
| 1000   | с. Сьомаки                | Вінницька         | Церква Покрови Пресвятої Богородиці                                           | 08.06.22      | |
| 1001   | с. Межирів                | Вінницька         | Церква Успіння Пресвятої Богородиці                                           | 08.06.22      | |
| 1002   | с. Кармалюкове            | Вінницька         | Церква Покрови Пресвятої Богородиці                                           | 08.06.22      | |
| 1003   | м. Переяслав              | Київська          | Церква Святих Бориса і Гліба                                                  | 08.06.22      | |
| 1004   | с. Коржівка               | Хмельницька       | Церква Покрови Пресвятої Богородиці                                           | 08.06.22      | |
| 1005   | с. Пробійнівка            | Івано-Франківська | Троїцький Дуконський монастир                                                 | 12.06.22      | |
| 1006   | с. Ріпна                  | Хмельницька       | Церква Святих Косьми і Дем'яна                                                | 13.06.22      | |
| 1007   | м. Волочиськ              | Хмельницька       | Церква Святих Апостолів                                                       | 13.06.22      | |
| 1008   | с. Омбиш                  | Чернігівська      | Церква Різдва Пресвятої Богородиці                                            | 13.06.22      | |
| 1009   | с. Корніївка              | Київська          | Церква св. Миколая                                                            | 13.06.22      | |
| 1010   | с. Мала Каратуль          | Київська          | Церква Вознесіння Господнього                                                 | 13.06.22      | |
| 1011   | с. Золоте                 | Рівненська        | Церква Святого Михайла                                                        | 13.06.22      | |
| 1012   | с. Заячиці                | Волинська         | Церква Покрови Пресвятої Богородиці                                           | 15.06.22      | |
| 1013   | с. Головчинці             | Хмельницька       | Церква Казанської ікони Божої Матері                                          | 15.06.22      | |
| 1014   | с. Юрівка                 | Київська          | Церква Святого Великомученика Дмитрія Солунського                             | 15.06.22      | |
| 1015   | с. Повчине                | Житомирська       | Церква Казанської ікони Божої Матері                                          | 16.06.22      | |
| 1016   | с. Борисівка              | Житомирська       | Церква Пресвятої Троїці                                                       | 16.06.22      | |
| 1017   | с. Великий Молодьків      | Житомирська       | Церква Святого Миколая                                                        | 16.06.22      | |
| 1018   | с. Вітрівка               | Дніпропетровська  | Церква святителя Іоасафа Білгородського                                       | 16.06.22      | |
| 1019   | с. Дібрівка               | Київська          | Церква Святої Покрови                                                         | 18.06.22      | |
| 1020   | с. Городище               | Чернігівська      | Церква Святого Михайла                                                        | 19.06.22      | |
| 1021   | с. Ободівка               | Вінницька         | Церква Успіння Пресвятої Богородиці                                           | 19.06.22      | |
| 1022   | смт Млинів                | Рівненська        | Собор преподобного Серафима Саровського                                       | 19.06.22      | |
| 1023   | с. Ярівка                 | Волинська         | Церква Воздвиження Хреста Господнього                                         | 19.06.22      | |
| 1024   | с. Лісове                 | Рівненська        | Церква Успіння Пресвятої Богородиці                                           | 19.06.22      | |
| 1025   | с. Суслівці               | Хмельницька       | Церква Святого Дмитра                                                         | 19.06.22      | |
| 1026   | с. Оленівка               | Хмельницька       | Церква Святого Дмитра                                                         | 20.06.22      | |
| 1027   | с. Кам'яне Поле           | Дніпропетровська  | Церква Святого Іоанна Милостливого                                            | 22.06.22      | |
| 1028   | с. Зелене Поле            | Дніпропетровська  | Церква Святих первоверховних апостолів Петра і Павла                          | 22.06.22      | |
| 1029   | м. Переяслав              | Київська          | Церква Пресвятої Трійці                                                       | 22.06.22      | |
| 1030   | с. Улянівка               | Київська          | Церква Святого Миколая                                                        | 23.06.22      | |
| 1031   | с. Великий Бобрик         | Сумська           | Церква Вознесіння Господнього                                                 | 23.06.22      | |
| 1032   | м. Переяслав              | Київська          | Кафедральний собор Успіння Пресвятої Богородиці                               | 23.06.22      | |
| 1033   | м. Фастів                 | Київська          | Церква Покрови Пресвятої Богородиці                                           | 23.06.22      | |
| 1034   | м. Івано-Франківськ       | Івано-Франківська | Церква Різдва Христового                                                      | 25.06.22      | |
| 1035   | с. Пасічна                | Хмельницька       | Церква Введення в Храм Пресвятої Богородиці                                   | 25.06.22      | |
| 1036   | с. Павлівка               | Вінницька         | Церква Святого Іоана Богослова                                                | 26.06.22      | |
| 1037   | с. Мисайлівка             | Київська          | Церква Преображення Господнього                                               | 26.06.22      | |
| 1038   | с. Антонівка              | Хмельницька       | Церква Святого Миколая                                                        | 26.06.22      | |
| 1039   | с. Білогородка            | Київська          | Церква Святого Миколая                                                        | 26.06.22      | |
| 1040   | с. Білогородка            | Київська          | Церква Святого Михайла                                                        | 26.06.22      | |
| 1041   | с. Білогородка            | Хмельницька       | Церква Святої Трійці                                                          | 26.06.22      | Без настоятеля |
| 1042   | с. Храпачі                | Київська          | Церква Архистратига Михаїла                                                   | 26.06.22      | |
| 1043   | с. Крухиничі              | Волинська         | Церква Покрови Пресвятої Богородиці                                           | 27.06.22      | |
| 1044   | с. Божиківці              | Хмельницька       | Церква Святої Параскеви                                                       | 27.06.22      | |
| 1045   | с. Йосипівка              | Хмельницька       | Церква Покрови Пресвятої Богородиці                                           | 27.06.22      | |
| 1046   | с. Огіївці                | Хмельницька       | Церква Святого Іоана Богослова                                                | 27.06.22      | |
| 1047   | с. Явтухи                 | Хмельницька       | Церква Святих Петра і Павла                                                   | 27.06.22      | |
| 1048   | с. Залісці                | Тернопільська     | Церква Покрови Пресвятої Богородиці                                           | 28.06.22      | |
| 1049   | с. Паришків               | Київська          | Церква пророка Божого Іллі                                                    | 29.06.22      | |
| 1050   | с. Бакумівка              | Київська          | Церква Великомученика Пантелеймона                                            | 29.06.22      | |
| 1051   | смт Чернівці              | Вінницька         | Церква Святої рівноапостольної Марії Магдалини                                | 29.06.22      | |
| 1052   | с. Киянка                 | Житомирська       | Церква Святого Михайла                                                        | 30.06.22      | Без настоятеля |
| 1053   | с. Піщів                  | Житомирська       | Церква Різдва Пресвятої Богородиці                                            | 30.06.22      | Без настоятеля |
| 1054   | с. Радошівка              | Хмельницька       | Церква Святої Покрови                                                         | 30.06.22      | |
| 1055   | с. Пархомівці             | Хмельницька       | Церква Святого Дмитра                                                         | 01.07.22      | |
| 1056   | с. Денихівка              | Київська          | Церква Казанської ікони Божої Матері                                          | 02.07.22      | |
| 1057   | смт Шишаки                | Полтавська        | Церква Успіння Пресвятої Богородиці                                           | 02.07.22      | |
| 1058   | с. Кияж                   | Волинська         | Церква Вознесіння Господнього                                                 | 03.07.22      | Без настоятеля |
| 1059   | с. Берег                  | Рівненська        | Церква Святих Кирила і Мефодія                                                | 03.07.22      | |
| 1060   | с. Почапки                | Рівненська        | Церква Воздвиження Чесного Хреста                                             | 03.07.22      | |
| 1061   | смт Гостомель             | Київська          | Церква Покрови Пресвятої Богородиці                                           | 03.07.22      | |
| 1062   | с. Смордва                | Рівненська        | Церква Різдва Богородиці                                                      | 03.07.22      | |
| 1063   | с. Розкішна               | Київська          | Церква Успіння Пресвятої Богородиці                                           | 04.07.22      | Перереєстрована 04.07.22 |
| 1064   | с. Жорнокльови            | Черкаська         | Церква Святих апостолів Петра і Павла                                         | 05.07.22      | |
| 1065   | с. Безпальче              | Черкаська         | Церква Воскресіння Господнього                                                | 05.07.22      | |
| 1066   | с. Левченкове             | Черкаська         | Церква Різдва Пресвятої Богородиці                                            | 05.07.22      | |
| 1067   | с. Борушківці             | Житомирська       | Церква Святого Михайла                                                        | 06.07.22      | Без настоятеля |
| 1068   | с. Демшин                 | Хмельницька       | Церква святого Михайла                                                        | 06.07.22      | Без настоятеля |
| 1069   | м. Львів                  | Львівська         | Церква Святого Володимира                                                     | 06.07.22      | |
| 1070   | с. Балаклія               | Полтавська        | Церква Святої Покрови                                                         | 08.07.22      | Без настоятеля |
| 1071   | с. Кононівка              | Черкаська         | Церква святителя Миколая                                                      | 09.07.22      | |
| 1072   | смт Холми                 | Чернігівська      | Церква Святого Михайла                                                        | 10.07.22      | |
| 1073   | с. Зносичі                | Рівненська        | Церква Святого Георгія                                                        | 10.07.22      | |
| 1074   | с. Липне                  | Житомирська       | Церква Успіння Пресвятої Богородиці                                           | 10.07.22      | Без настоятеля |
| 1075   | с. Усичі                  | Волинська         | Церква Святого Стефана                                                        | 10.07.22      | |
| 1076   | с. Білопіль               | Волинська         | Церква Святого Дмитра                                                         | 11.07.22      | |
| 1077   | с. Вербка                 | Хмельницька       | Церква Успіння Пресвятої Богородиці                                           | 15.07.22      | |
| 1078   | с. Копачівка              | Хмельницька       | Церква Святої Покрови                                                         | 15.07.22      | |
| 1079   | с. Гуків                  | Хмельницька       | Церква Перенесення мощей Миколая Чудотворця                                   | 15.07.22      | |
| 1080   | с. Чухелі                 | Хмельницька       | Церква Різдва Богородиці                                                      | 15.07.22      | |
| 1081   | с. Богданівка             | Хмельницька       | Церква Різдва Богородиці                                                      | 15.07.22      | |
| 1082   | с. Нова Гребля            | Хмельницька       | Церква Святого Георгія                                                        | 15.07.22      | |
| 1083   | с. Клинини                | Хмельницька       | Церква ікони Божої Матері "Скоропослушниця"                                   | 15.07.22      | |
| 1084   | с. Печеськи               | Хмельницька       | Церква Воздвиження Господнього                                                | 15.07.22      | |
| 1085   | с. Аркадіївці             | Хмельницька       | Церква Святої Параскеви П'ятниці                                              | 15.07.22      | |
| 1086   | с. Ходаківці              | Хмельницька       | Церква Святої Покрови                                                         | 15.07.22      | |
| 1087   | с. Одайпіль               | Київська          | Церква Святих апостолів Петра і Павла                                         | 16.07.22      | |
| 1088   | с. Денисівка              | Хмельницька       | Церква Святої Покрови                                                         | 16.07.22      | Без настоятеля |
| 1089   | с. Зазим'я                | Київська          | Церква Воскресіння Христового                                                 | 17.07.22      | |
| 1090   | с. Михайлівка-Рубежівка   | Київська          | Церква Архангела Михаїла                                                      | 17.07.22      | |
| 1091   | с. Нападівка              | Тернопільська     | Церква Казанської ікони Божої Матері                                          | 17.07.22      | Без настоятеля |
| 1092   | м. Богуслав               | Київська          | Церква Святої Трійці                                                          | 17.07.22      | Без настоятеля |
| 1093   | с. Міньківці              | Житомирська       | Церква Святого Іоанна Богослова                                               | 18.07.22      | |
| 1094   | с. Гарапівка              | Житомирська       | Церква Святої Покрови                                                         | 18.07.22      | |
| 1095   | с. Грим'ячка              | Хмельницька       | Церква Святого Пантелеймона                                                   | 21.07.22      | |
| 1096   | с. Лукашівка              | Чернігівська      | Церква Вознесіння Господнього                                                 | 24.07.22      | |
| 1097   | с. Городище               | Житомирська       | Церква Святого Дмитра                                                         | 24.07.22      | |
| 1098   | с. Івачків                | Рівненська        | Церква Різдва Богородиці                                                      | 26.07.22      | |
| 1099   | с. Колибань               | Хмельницька       | Церква Святої Покрови                                                         | 26.07.22      | |
| 1100   | с. Катеринівка            | Хмельницька       | Церква Успіння Пресвятої Богородиці                                           | 26.07.22      | |
| 1101   | с. П'ятничани             | Хмельницька       | Церква Успіння Пресвятої Богородиці                                           | 26.07.22      | |
| 1102   | с. Проскурівка            | Хмельницька       | Церква Святого рівноапостольного князя Володимира                             | 26.07.22      | |
| 1103   | с. Андрійківці            | Хмельницька       | Церква Святих Петра і Павла                                                   | 28.07.22      | |
| 1104   | с. Міжгір'я               | Хмельницька       | Церква Святого Іоанна Богослова                                               | 28.07.22      | |
| 1105   | с. Кульчіївці             | Хмельницька       | Церква Святого Архистратига Михаїла                                           | 28.07.22      | |
| 1106   | м. Сквира                 | Київська          | Церква Успіння Пресвятої Богородиці                                           | 28.07.22      | |
| 1107   | с. Ольшаниця              | Київська          | Церква Преображення Господнього                                               | 29.07.22      | |
| 1108   | с. Руданське              | Вінницька         | Церква Успіння Пресвятої Богородиці                                           | 31.07.22      | |
| 1109   | с. Конатківці             | Вінницька         | Церква Архистратига Михаїла                                                   | 01.08.22      | |
| 1110   | с. Требухів               | Київська          | Церква Покрови Божої Матері                                                   | 06.08.22      | Без настоятеля. Остаточно перейшла 22.04.2023                                                                                                |
| 1111   | с. Хутори                 | Черкаська         | Церква Святого Іоанна Хрестителя                                              | 07.08.22      | |
| 1112   | с. Шевченківське          | Дніпропетровська  | Церква Всіх Святих                                                            | 07.08.22      | |
| 1113   | с. Варивідки              | Хмельницька       | Церква Воздвиження Хреста Господнього                                         | 07.08.22      | |
| 1114   | с. Сушівці                | Хмельницька       | Церква Святого Миколая                                                        | 07.08.22      | Без настоятеля |
| 1115   | с. Мартусівка             | Київська          | Церква Святого Миколая                                                        | 07.08.22      | |
| 1116   | с. Голики                 | Хмельницька       | Церква Казанської ікони Божої Матері                                          | 07.08.22      | |
| 1117   | с. Мала Побіянка          | Хмельницька       | Церква Святого великомученика Димитрія Солунського                            | 08.08.22      | |
| 1118   | с. Кащенці                | Хмельницька       | Церква Покрови Пресвятої Богородиці                                           | 09.08.22      | |
| 1119   | с. Преображенка           | Дніпропетровська  | Церква Преображення Господнього                                               | 12.08.22      | |
| 1120   | с. Рудня                  | Волинська         | Церква Святого Дмитра                                                         | 14.08.22      | Без настоятеля |
| 1121   | с. Толокунь               | Київська          | Церква Святого Михайла                                                        | 14.08.22      | |
| 1122   | с. Феськівка              | Чернігівська      | Церква Святого Михайла                                                        | 14.08.22      | |
| 1123   | с. Бережки                | Рівненська        | Церква Різдва Богородиці                                                      | 14.08.22      | |
| 1124   | с. Лідихівка              | Хмельницька       | Церква Святої мучениці Параскеви                                              | 16.08.22      | |
| 1125   | с. Землянка               | Сумська           | Церква Покрови Пресвятої Богородиці                                           | 17.08.22      | |
| 1126   | с. Тарасівка              | Київська          | Церква Успіння Пресвятої Богородиці                                           | 21.08.22      | |
| 1127   | с. Колибаївка             | Хмельницька       | Церква Архистратига Михаїла                                                   | 21.08.22      | Без настоятеля |
| 1128   | с. Баймаки                | Хмельницька       | Церква Різдва Пресвятої Богородиці                                            | 21.08.22      | |
| 1129   | с. Кричильськ             | Рівненська        | Церква Святої Покрови                                                         | 21.08.22      | |
| 1130   | с. Скурати                | Житомирська       | Церква Різдва Пресвятої Богородиці                                            | 21.08.22      | |
| 1131   | с. Вербівці               | Чернівецька       | Церква Архистратига Михаїла                                                   | 22.08.22      | Без настоятеля |
| 1132   | с. Остап‘є                | Полтавська        | Церква Воздвиження Хреста Господнього                                         | 26.08.22      | |
| 1133   | м. Корюківка              | Чернігівська      | Церква Вознесіння Господнього                                                 | 28.08.22      | Без настоятеля |
| 1134   | с. Рожни                  | Київська          | Церква Різдва Богородиці                                                      | 28.08.22      | |
| 1135   | с. Горопаї                | Житомирська       | Церква Святої Покрови                                                         | 30.08.22      | Без настоятеля |
| 1136   | с. Провалівка             | Житомирська       | Церква Святої Покрови                                                         | 30.08.22      | Без настоятеля |
| 1137   | с. Суховоля               | Житомирська       | Церква Казанської ікони Божої Матері                                          | 31.08.22      | |
| 1138   | с. Чорна                  | Хмельницька       | Церква Різдва Пресвятої Богородиці                                            | 31.08.22      | |
| 1139   | с. Ходосівка              | Київська          | Церква Святої Параскеви                                                       | 04.09.22      | |
| 1140   | с. Красилівка             | Житомирська       | Церква Різдва Богородиці                                                      | 06.09.22      | |
| 1141   | с. Бобрик                 | Київська          | Церква Вознесіння Господнього                                                 | 06.09.22      | |
| 1142   | с. Студениця              | Житомирська       | Церква Успіння Пресвятої Богородиці                                           | 07.09.22      | Без настоятеля |
| 1143   | с. Журавне                | Вінницька         | Церква Різдва Пресвятої Богородиці                                            | 08.09.22      | |
| 1144   | с. Кривошиїнці            | Київська          | Церква Вознесіння Господнього                                                 | 09.09.22      | |
| 1145   | с. Віта Поштова           | Київська          | Церква Антонія і Феодосія                                                     | 09.09.22      | |
| 1146   | с. Давидківці             | Хмельницька       | Церква на честь святителя Петра (Могили), митрополита Київського і Галицького | 13.09.22      | |
| 1147   | с. Миролюбне              | Хмельницька       | Церква Святого Іоанна Богослова                                               | 16.09.22      | |
| 1148   | с. Острів                 | Київська          | Церква Архистратига Михаїла                                                   | 18.09.22      | |
| 1149   | с. Пухівка                | Київська          | Церква Покрови Божої Матері                                                   | 18.09.22      | |
| 1150   | с. Кустівці               | Хмельницька       | Церква Покрови Божої Матері                                                   | 26.09.22      | |
| 1151   | с. Варварівка             | Хмельницька       | Церква Святого Пророка Іллі                                                   | 27.09.22      | |
| 1152   | с. Новоселиця             | Вінницька         | Церква Апостола Іоана Богослова                                               | 28.09.22      | |
| 1153   | с. Олександрівка          | Вінницька         | Церква Віри, Надії, Любові та матері їх Софії                                 | 28.09.22      | |
| 1154   | с. Мельничне              | Львівська         | Церква Архістратига Михаїла                                                   | 03.10.22      | Перереєстрована 03.10.22 |
| 1155   | с. Селезенівка            | Київська          | Церква Святої Трійці                                                          | 07.10.22      | Перереєстрована 07.10.22 |
| 1156   | с. Пустоварівка           | Київська          | Церква Покровська                                                             | 21.10.22      | |
| 1157   | с. Юрківці                | Чернівецька       | Церква Святого Дмитра                                                         | 22.10.22      | |
| 1158   | с. Локітка                | Івано-Франківська | Церква Христа Царя                                                            | 24.10.22      | Перереєстрована 24.10.22 |
| 1159   | с. Зверхівці              | Хмельницька       | Церква преподобного Симеона Стовпника                                         | 25.10.22      | |
| 1160   | с. Оране                  | Київська          | Церква Іоанна Богослова                                                       | 25.10.22      | |
| 1161   | с. Шпилі                  | Київська          | Церква Святого Михаїла                                                        | 25.10.22      | Перереєстрована 25.10.22 |
| 1162   | с. Бруслинів              | Вінницька         | Церква Різдва Пресвятої Богородиці                                            | 25.10.22      | Перереєстрована 25.10.22 |
| 1163   | с. Мізяківські Хутори     | Вінницька         | Церква Різдва Пресвятої Богородиці                                            | 25.10.22      | Перереєстрована 25.10.22 |
| 1164   | с. Краснопілка            | Вінницька         | Церква Покрови Богородиці                                                     | 25.10.22      | Перереєстрована 25.10.22 |
| 1165   | с. Рахнівка               | Вінницька         | Церква Святого Іоана Богослова                                                | 25.10.22      | Перереєстрована 25.10.22 |
| 1166   | с. Лозове                 | Вінницька         | Церква Покрови Богородиці                                                     | 25.10.22      | Перереєстрована 25.10.22 |
| 1167   | с. В'язівок               | Черкаська         | Церква Успіння Богородиці                                                     | 25.10.22      | |
| 1168   | с. Турія                  | Кіровоградська    | Церква Різдва Богородиці                                                      | 25.10.22      | |
| 1169   | с. Рингач                 | Чернівецька       | Церква Вознесіння Господнього                                                 | 06.11.22      | |
| 1170   | с. Червоне                | Кіровоградська    | Церква Успіння Богородиці                                                     | 07.11.22      | |
| 1171   | с. Китайгород             | Хмельницька       | Церква Собору Пресвятої Богородиці                                            | 11.11.22      | |
| 1172   | с. Бабин                  | Чернівецька       | Церква Святого Архистратига Михаїла                                           | 12.11.22      | |
| 1173   | с. Берестівка             | Житомирська       | Церква Святого Дмитра Солунського                                             | 13.11.22      | |
| 1174   | с. Лютинськ               | Рівненська        | Церква Святої Трійці                                                          | 13.11.22      | |
| 1175   | с. Безп'ятне              | Київська          | Церква Святої Ірини                                                           | 16.11.22      | |
| 1176   | с. Грем'ячка              | Сумська           | Церква Святого Архістратига Михаїла                                           | 18.11.22      | |
| 1177   | с. Блощинці               | Київська          | Церква Святого Архистратига Михаїла                                           | 19.11.22      | |
| 1178   | с. Туропин                | Волинська         | Церква Воздвиження Чесного Хреста                                             | 21.11.22      | |
| 1179   | с. Вочківці               | Хмельницька       | Церква Георгія Побідоносця                                                    | 25.11.22      | |
| 1180   | с. Бубнівка               | Хмельницька       | Церква Святого Михайла                                                        | 25.11.22      | |
| 1181   | с. Яхнівці                | Хмельницька       | Церква Георгія Побідоносця                                                    | 25.11.22      | |
| 1182   | с. Вільшаниця             | Хмельницька       | Церква Архистратига Божого Михаїла                                            | 25.11.22      | |
| 1183   | с. Велихів                | Рівненська        | Церква Святого Димитрія                                                       | 27.11.22      | |
| 1184   | с. Ковалин                | Київська          | Церква Різдва Пресвятої Богородиці                                            | 29.11.22      | |
| 1185   | с. Клепачі                | Хмельницька       | Церква Різдва Божої Матері                                                    | 30.11.22      | |
| 1186   | с. Юхимівці               | Хмельницька       | Церква Святої Трійці                                                          | 30.11.22      | |
| 1187   | с. Тарноруда              | Хмельницька       | Церква Святого Вознесіння                                                     | 30.11.22      | |
| 1188   | смт Наркевичі             | Хмельницька       | Церква Святих Петра і Павла                                                   | 02.12.22      | |
| 1189   | с. Олійникова Слобода     | Київська          | Церква Святої Параскеви П'ятниці                                              | 04.12.22      | |
| 1190   | с. Середня Деражня        | Житомирська       | Церква Святого Михайла                                                        | 09.12.22      | |
| 1191   | с. Горохуватка            | Київська          | Церква Святого Димитрія                                                       | 13.12.22      | Перереєстрована 13.12.2022 |
| 1192   | с. Кривиця                | Рівненська        | Церква Святої Трійці                                                          | 13.12.22      | Перереєстрована 13.12.2022 |
| 1193   | смт. Брусилів             | Житомирська       | Церква Святого Макарія Канівського                                            | 13.12.22      | Перереєстрована 13.12.2022 |
| 1194   | с. Теклине                | Черкаська         | Церква Покрови Богородиці                                                     | 13.12.22      | |
| 1195   | с. Мокрець                | Волинська         | Церква Успіння Пресвятої Богородиці                                           | 14.12.22      | |
| 1196   | с. Стрільськ              | Рівненська        | Церква Покрови Божої Матері                                                   | 18.12.22      | |
| 1197   | с. Хрещатик               | Чернівецька       | Церква св. Димитрія Солунського                                               | 18.12.22      | |
| 1198   | с. Ладиги                 | Хмельницька       | Церква Різдва Пресвятої Богородиці                                            | 21.12.22      | |
| 1199   | с. Княгинин               | Рівненська        | Церква Воздвиження Хреста Господнього                                         | 22.12.22      | |
| 1200   | с. Западинці              | Хмельницька       | Церква Святого Михайла                                                        | 22.12.22      | |
| 1201   | с. Русанів                | Київська          | Церква Святого Миколая                                                        | 25.12.22      | |
| 1202   | с. Бабин                  | Чернівецька       | Церква Вознесіння Господнього                                                 | 25.12.22      | |
| 1203   | с. Новоселиця             | Кіровоградська    | Церква Ігоря Чернігівського                                                   | 27.12.22      | |
| 1204   | с. Чесний Хрест           | Волинська         | Церква Воздвиження Хреста Господнього                                         | 29.12.22      | |

🟥 — парафія не перейшла (попри повідомлення про перехід) або повернулась в УПЦ МП

## Інтерактивна карта переходів
У разі виявлення відсутніх записів у таблиці вище, додайте з цієї карти: 